# Championnat d'Europe masculin de hockey sur gazon 2017
Cet article traite de l'épreuve masculine. Pour la compétition féminine, voir Championnat d'Europe de hockey sur gazon féminin 2017.
Navigation
Édition précédente Édition suivante
Le Championnat d'Europe de hockey sur gazon masculin 2017 est la 16e édition du Championnat d'Europe de hockey sur gazon. Il se déroule à Amsterdam, aux Pays-Bas, en même temps que le Championnat d'Europe féminin. Les deux dernières équipes sont reléguées en Championship II.
Le tournoi est remporté par les Pays-Bas qui battent en finale la Belgique. Les Néerlandais gagnent les championnats d'Europe pour la 5e fois.

## Équipes qualifiées
Huit équipes participent à la compétition. Aux six équipes les mieux classées du Championnat d'Europe 2015 s'ajoutent deux équipes promues : l'Autriche et la Pologne rejoignent l'élite européenne, ayant terminé aux deux premières places du Championship II en 2015. Le tableau suivant rend compte du classement mondial des équipes participantes avant le début de la compétition.
| Équipes    | Rang FIH | Rang EHF | Poule |
| ---------- | -------- | -------- | ----- |
| Allemagne  | no 3     | no 1     | B     |
| Pays-Bas   | no 4     | no 2     | A     |
| Belgique   | no 5     | no 3     | A     |
| Angleterre | no 7     | no 4     | B     |
| Espagne    | no 9     | no 5     | A     |
| Irlande    | no 10    | no 6     | B     |
| Pologne    | no 20    | no 8     | B     |
| Autriche   | no 22    | no 10    | A     |

## Phase de poules

### Poule A
| Équipe   | Score | Équipe   |
| -------- | ----- | -------- |
| Belgique | 4 - 1 | Autriche |
| Pays-Bas | 7 - 1 | Espagne  |
| Espagne  | 2 - 2 | Autriche |
| Belgique | 5 - 0 | Pays-Bas |
| Espagne  | 2 - 0 | Belgique |
| Pays-Bas | 6 - 0 | Autriche |

| Rang | Équipe   | Pts | J | V | N | P | BP | BC | Diff |
| ---- | -------- | --- | - | - | - | - | -- | -- | ---- |
| 1    | Pays-Bas | 6   | 3 | 2 | 0 | 1 | 13 | 6  | +7   |
| 2    | Belgique | 6   | 3 | 2 | 0 | 1 | 9  | 3  | +6   |
| 3    | Espagne  | 4   | 3 | 1 | 1 | 1 | 5  | 9  | -4   |
| 4    | Autriche | 1   | 3 | 0 | 1 | 2 | 3  | 12 | -9   |

|  | Qualifiés pour la phase finale (no 1, no 2).        |
|  | Qualifiés pour la phase de classement (no 3, no 4). |

### Poule B
| Équipe     | Score | Équipe     |
| ---------- | ----- | ---------- |
| Angleterre | 6 - 0 | Pologne    |
| Allemagne  | 1 - 1 | Irlande    |
| Irlande    | 7 - 1 | Pologne    |
| Angleterre | 3 - 4 | Allemagne  |
| Allemagne  | 7 - 3 | Pologne    |
| Irlande    | 1 - 2 | Angleterre |

| Rang | Équipe     | Pts | J | V | N | P | BP | BC | Diff |
| ---- | ---------- | --- | - | - | - | - | -- | -- | ---- |
| 1    | Allemagne  | 7   | 3 | 2 | 1 | 0 | 12 | 7  | +5   |
| 2    | Angleterre | 6   | 3 | 2 | 0 | 1 | 11 | 5  | +6   |
| 3    | Irlande    | 4   | 3 | 1 | 1 | 1 | 9  | 4  | +5   |
| 4    | Pologne    | 0   | 3 | 0 | 0 | 3 | 4  | 20 | -16  |

|  | Qualifiés pour la phase finale (no 1, no 2).        |
|  | Qualifiés pour la phase de classement (no 3, no 4). |

## Phase de classement
La phase de classement est la poule des équipes qui se sont classées 3e et 4e au 1er tour. Les résultats entre deux équipes lors du 1er tour sont comptabilisés.
| Équipe   | Score | Équipe   |
| -------- | ----- | -------- |
| Autriche | 1 - 1 | Pologne  |
| Espagne  | 1 - 0 | Irlande  |
| Espagne  | 2 - 1 | Pologne  |
| Irlande  | 2 - 2 | Autriche |

| Rang | Équipe   | Pts | J | V | N | P | BP | BC | Diff |
| ---- | -------- | --- | - | - | - | - | -- | -- | ---- |
| 5    | Espagne  | 7   | 3 | 2 | 1 | 0 | 5  | 3  | +2   |
| 6    | Irlande  | 4   | 3 | 1 | 1 | 1 | 9  | 4  | +5   |
| 7    | Autriche | 3   | 3 | 0 | 3 | 0 | 5  | 5  | +0   |
| 8    | Pologne  | 1   | 3 | 0 | 1 | 2 | 3  | 10 | -7   |

|  | Maintien en Championship I (no 5 et no 6).    |
|  | Relégation en Championship II (no 7 et no 8). |

## Phase finale
|  | Demi-finales | Demi-finales |                        |   | Finale | Finale |
|  | Demi-finales | Demi-finales |                        |   | Finale | Finale |
|  |              |              |                        |   |        |        |
|  |              |              |                        |   |        |        |
|  |              |              |                        |   |        |        |
|  | Allemagne    | 2 (0)        |                        |   |        |        |
|  | Allemagne    | 2 (0)        |                        |   |        |        |
|  | Belgique     | 2 (2)        |                        |   |        |        |
|  | Belgique     | 2 (2)        | Belgique               | 2 |        |        |
|  |              |              | Belgique               | 2 |        |        |
|  |              | Pays-Bas     | 4                      |   |        |        |
|  | Pays-Bas     | Pays-Bas     | 4                      | 3 |        |        |
|  | Pays-Bas     |              |                        | 3 |        |        |
|  | Angleterre   | 1            |                        |   |        |        |
|  | Angleterre   | 1            | Match pour la 3e place |   |        |        |
|  |              |              |                        |   |        |        |
|  |              |              |                        |   |        |        |
|  |              |              |                        |   |        |        |
|  | Allemagne    | 2            |                        |   |        |        |
|  | Allemagne    | 2            |                        |   |        |        |
|  | Angleterre   | 4            |                        |   |        |        |
|  | Angleterre   | 4            |                        |   |        |        |

### Demi-finales
| Demi-finale 1             | Allemagne                           | 2 - 2             | Belgique                                |                                                     |                                                     |
| 25 août 2017 17 h 00 CEST | Windfeder 3e · Fürk 59e             |                   | 18e Boon · 37e Dockier                  | Arbitrage : Jonas van 't Hek (NED) Bruce Bale (ENG) | Arbitrage : Jonas van 't Hek (NED) Bruce Bale (ENG) |
| 25 août 2017 17 h 00 CEST | Hauke · Rühr · Miltkau · Linnekogel | Tirs au but 0 - 2 | Gougnard · Denayer · Wegnez · Van Doren | Arbitrage : Jonas van 't Hek (NED) Bruce Bale (ENG) | Arbitrage : Jonas van 't Hek (NED) Bruce Bale (ENG) |

| Demi-finale 2             | Pays-Bas                          | 3 - 1 | Angleterre    |                                                   |                                                   |
| 25 août 2017 20 h 00 CEST | van der Weerden 22e · Pruyser 23e |       | 42e Gleghorne | Arbitrage : Ben Göntgen (GER) Jakub Mejzlik (CZE) | Arbitrage : Ben Göntgen (GER) Jakub Mejzlik (CZE) |

### Petite finale
| Petite finale             | Angleterre                                                  | 4 - 2 | Allemagne                     |                                                            |                                                            |
| 27 août 2017 13 h 30 CEST | Barry Middleton 24e · Sloan 27e · Gleghorne 51e · Roper 59e |       | 16e Grambusch · 43e Windfeder | Arbitrage : Martin Madden (SCO) Łukasz Zweirzchowski (POL) | Arbitrage : Martin Madden (SCO) Łukasz Zweirzchowski (POL) |

### Finale
| Finale                    | Pays-Bas                                                          | 4 - 2 | Belgique               |                                                       |                                                       |
| 27 août 2017 16 h 00 CEST | Kemperman 37e · Pruijser 45e · van der Weerden 51e · Pruijser 60e |       | 8e Boon · 28e Charlier | Arbitrage : Adam Kearns (AUS) Francisco Vázquez (ESP) | Arbitrage : Adam Kearns (AUS) Francisco Vázquez (ESP) |

| Champion d'Europe de hockey sur gazon Pays-Bas 5e titre |

## Classement final
| Place              | Équipe     | Résultat                            |
| ------------------ | ---------- | ----------------------------------- |
| Médaille d'or      | Pays-Bas   | Champion d'Europe                   |
| Médaille d'argent  | Belgique   | Vice-champion d'Europe              |
| Médaille de bronze | Angleterre | Vainqueur du match pour la 3e place |
| 4                  | Allemagne  | Perdant du match pour la 3e place   |
| 5                  | Espagne    | Maintien en Championship I          |
| 6                  | Irlande    | Maintien en Championship I          |
| 7                  | Autriche   | Relégation en Championship II       |
| 8                  | Pologne    | Relégation en Championship II       |